# Gustav von Bonin
Gustav Carl Gisbert Heinrich Wilhelm Gebhard von Bonin (Heeren, Graafschap Mark 23 november 1797 - Berlijn 2 december 1878) was een Pruisisch jurist en staatsman.
Hij studeerde, na uit patriottisme vrijwillig in de Bevrijdingsoorlogen te hebben gestreden, rechten in Berlijn en Göttingen. Van 1820 tot 1835 vervulde hij functies bij de overheid in Stettin, Köslin, Maagdenburg en in de provincie Saksen. Hij werd in 1842 vicepresident in Maagdenburg en in 1844 Regierungspräsident van Keulen.
Hij was van 1845 tot 1850 eerste president van de provincie Saksen en Regierungspräsident van Maagdenburg. In deze eerste hoedanigheid wist hij met een gematigde koers de extreemlinkse en -rechtse partijen in het gareel te houden, evenals in zijn hoedanigheid van Pruisisch minister van Financiën (september-november 1848) onder premier Ernst von Pfuel. In Saksen en Maagdenburg onderdrukte hij de Maartrevolutie en steunde hij het beleid van premier Friedrich Wilhelm von Brandenburg, evenals later als lid van de Eerste Kamer.
In 1850 werd hij eerste president van de provincie Posen, maar hij nam reeds in 1851 ontslag. Hij bleef ambteloos tot hij zijn oude functie in 1861 opnieuw aanvaardde. Hij trachtte in zijn provincie de verschillende bevolkingsgroepen met elkaar te verzoenen. Gedurende de Januariopstand in Congres-Polen legde hij zijn ambt neer, omdat hij weigerde akkoord te gaan met de door de nieuwe premier Otto von Bismarck nodig geachte repressieve maatregelen.
Hij leefde sindsdien op zijn in 1832 aangekochte riddergoed Brettin bij Genthin en was lid van het Huis van Afgevaardigden en van de Duitse Rijksdag (1871-1878). Hij stierf op 2 december 1878.
Hans Graf von Bülow · Friedrich von Schuckmann · Gustav Adolf Ewald von Brenn · Erasmus Robert von Patow · Karl August Milde · Gustav von Bonin · August von der Heidt · Heinrich von Itzenplitz · Heinrich Achenbach · Albert von Maybach · Karl von Hoffmann · Otto von Bismarck · Hans von Berlepsch · Ludwig Brefeld · Theodor Möller · Klemens Delbrück · Reinhold von Sydow · Otto Fischbeck · Walther Schreiber · Friedrich Ernst · Alfred Hugenberg · Kurt Schmitt · Hjalmar Schacht · Hermann Göring · Walther Funk
- Gemeinsame Normdatei: 116238739
- International Standard Name Identifier: 0000 0000 1048 7597
- Virtual International Authority File: 67212037
- WorldCat: E39PBJhxjPWgqpPFWrgXfkdCwC